# Марис Уеле
Марис Мизанин (бащино име Оулет; родена на 21 януари 1983) е френско-канадска манекенка, бизнесдама, актриса, професионален кеч мениджър и кечистка, работеща с WWE под сценичното име Марис, където е двукратна шампионка на дивите на WWE.
След прекараните години манекенство, включително спечелване на Мис Хаваи Тропик Канада през 2003, Уеле беше наета от професионална кеч компания WWE през август 2006, след участието си в Дивата търсачка на WWE. Тя прекара време в Ohio Valley Wrestling и Florida Championship Wrestling, развиващите се територии на WWE, преди да бъде преместена в марката Разбиване] през 2008. През декември 2008, Марис спечели своята първа Титла на Дивите на WWE и беше носителка за седем месеца, които са третия най-дълъг период като шампионка в историята. През април 2009, беше преместена в марката Първична сила, и спечели титлата за втори път през февруари 2010, правейки я първата шампионка, носителка на титлата за повече от един път. През 2011, тя стана една от водещите на NXT и придружаваше Тед Дибиаси, преди освобождаването ̀и от компанията през октомври 2011. През април 2016, тя се върна в компанията, ставайки придружителка на нейния съпруг в реалния живот, Миз.
През късната 2011 г. обявява планове за линия дрехи и бижута, наречена „Къщата на Марис“, по-късно търгува с недвижимост.

## В кеча
- Финални ходове
  - Френска целувка (Snap или flowing DDT, с постановки)[7][8][9]
  - French TKO[10] (Reverse roundhouse kick, в тила на опонентката)[11]
  - Running knee strike, в главата на опонентка на колене[12] – 2008
- Ключови ходове
  - French Pain[10] (Camel clutch)[13][14][15]
  - Forward Russian legsweep[16][17]
  - Hair-pull mat slam[18]
  - Hair pull pulling facebuster[19][20]
  - Leg choke[18]
  - Модифицирано приспивателно[18]
  - Single leg Boston crab[10]
  - Spinning backbreaker[10][16]
  - Short-arm clothesline[21][22]
- Придружавайки
  - Силвейн Грение[10]
  - Райън О'Райли[10]
  - Дюс и Домино[10]
  - Тед Дибиаси[10]
  - Миз[23]
- Прякори
  - „Френско-канадска красавица“[24]
  - „Най-сексапилната от сексапилните“[25]
  - „Страстната дива“[25][26]
  - „Френския феномен“[27]
  - „Ултра-опасната суперзвезда“[4]
- Входни песни
  - „Pourquoi?“ на Джим Джонстън[28] (2008 – 2011; 7 април 2016 – )
  - „I Came to Play“ на Downstait[29] (с Холивуд Интро, от 7 април 2016 г.; използвана докато придружава Миз)

### Титли и постижиния
- Pro Wrestling Illustrated
  - PWI Female 50 я класира No.9 от топ 50 жените кечиски през 2009
- World Wrestling Entertainment
  - Шампионка на Дивите на WWE (2 пъти)
  - Победителка в Турнира за Титлата на Дивите на WWE (2010)